# Le duc de Guise
Le duc de Guise (celým názvem Le duc de Guise, ou Les ėtats de Blois; česky: Vévoda z Guise nebo Rada z Blois) je opéra comique – autorským žánrovým označením „drame lyrique“ – o třech jednáních George Onslowa na libreto Françoise-Antoina-Eugèna de Planard a Julese-Henriho Vernoya de Saint-Georges podle stejnojmenné pětiaktové tragédie Françoise Justa Marie Raynouarda z roku 1809. Opera měla premiéru 8. září 1837 v Théâtre royal de l'Opéra-Comique v Paříži.
Opera, která se soustředí na atentát na vévodu de Guise v roce 1588, byla třetí a poslední z Onslowových oper. Text a hudba byly publikem dobře přijaty, ale Gérard de Nerval si v recenzi stěžoval, že nenabídli Jenny Colonové příležitost ukázat svůj talent.
Onslow provedl úpravu úryvků opery pro smyčcové kvarteto (jeho op. 60).

## Role
| Role                                       | Typ hlasu | Premiérové obsazení, 8. září 1837 |
| ------------------------------------------ | --------- | --------------------------------- |
| Henri III                                  | tenor     | Théodore-François Moreau-Santi    |
| Henri, duc de Guise                        | tenor     | Jean-Baptiste Chollet             |
| Larchant, důstojník krále                  | bas       | François-Louis Henry              |
| Loignac, Gaskoněc                          | tenor     | Paul-Jean Fargueil                |
| Péricart, vrátný hradu Blois               | tenor     | Joseph-Antoine-Charles Couderc    |
| Saint-Pol, jeden z Guiseových důstojníků   |           | Victor                            |
| Cathérine de Médicis                       | soprán    | Marie-Julienne Boulangerová       |
| La marquise de Sauve, milenka duc de Guise | soprán    | Geneviève-Aimée-Zoé Prévostová    |
| Paulette, dojička                          | soprán    | Jenny Colonová                    |
| Dvořané, buržoazie, vojáci, členové rady   |           |                                   |